# Легвински, Сильвен
Сильвен Легвински (фр. Sylvain Legwinski; 6 октября 1973, Клермон-Ферран, Пюи-де-Дом, Овернь, Франция) — французский футболист полузащитник, известен как футболист «Монако» и «Фулхэма».

## Клубная карьера
Родился в семье польского баскетболиста, обосновавшегося в Виши. Начинал профессиональную карьеру в молодёжных командах «Монако», дебютировал в основном составе дебютировал при Арсене Венгере, который привлекал его периодически к играм за основной состав. Однако полностью раскрылся уже при Жане Тигана, под руководством которого стал чемпионом Франции в сезоне 1996/97. В 1999 году переходит в клуб «Бордо», за клуб провел 49 матчей и забил 2 гола.
В 2001 году переходит в «Фулхэм», только что вышедший в английскую Премьер-лигу, за 3,3 миллиона фунтов, переход состоялся по настоянию нового тренера «Фулхэма» Жана Тигана. Выступая за клуб, стал любимцем болельщиков, которые дали ему прозвище «Моника» из-за схожести фамилии с Моникой Левински.
В начале сезона 2006/07 новый тренер «Фулхэма» Крис Коулман заявил, что не видит Сильвена в команде. Находился на просмотре в клубе «Труа», однако в августе 2006 года подписал двухлетний контракт с клубом «Ипсвич Таун». За клуб провел 47 матчей и забил 7 голов.
В 2008 году после ухода из «Ипсвич Таун» пробовал свои силы на просмотре в клубах «Гётеборг» и «Эргрюте», но так и не подписал контракт ни с одним из клубов.
В марте 2009 году становится играющим тренером «Сент Неотс Таун». Позднее был тренером молодёжи в «Кристал Пэлас». С 2011 года — тренер молодёжного состава «Монако».

## Международная карьера
Сыграл за сборную Франции на Олимпийских играх 1996 года.

## Достижения
- Победитель Лига 1: 2 (1996/97, 1999/00)